# Gordon Bunshaft
Gordon Bunshaft, né à Buffalo (New York) le 9 mai 1909 et mort à New York le 6 août 1990, est un important architecte américain. Inspiré par Ludwig Mies van der Rohe et Le Corbusier, il est adepte d'un style minimaliste.

## Biographie
Il commence sa carrière en 1937 avec Louis Skidmore à New York. Interrompue en 1939 avec la guerre, elle reprend en 1946 dans la société « Skidmore, Owings and Merrill », connue aujourd'hui sous les initiales de « SOM ».
Il construit en 1952 le « Lever House », un gratte-ciel de 21 étages à New York. C'est le premier gratte-ciel de Manhattan qui est composé essentiellement de verre, alors que ses voisins sont construits en pierre. Pour cette réalisation, il reçoit le prix Pritzker en 1988.

## Réalisations

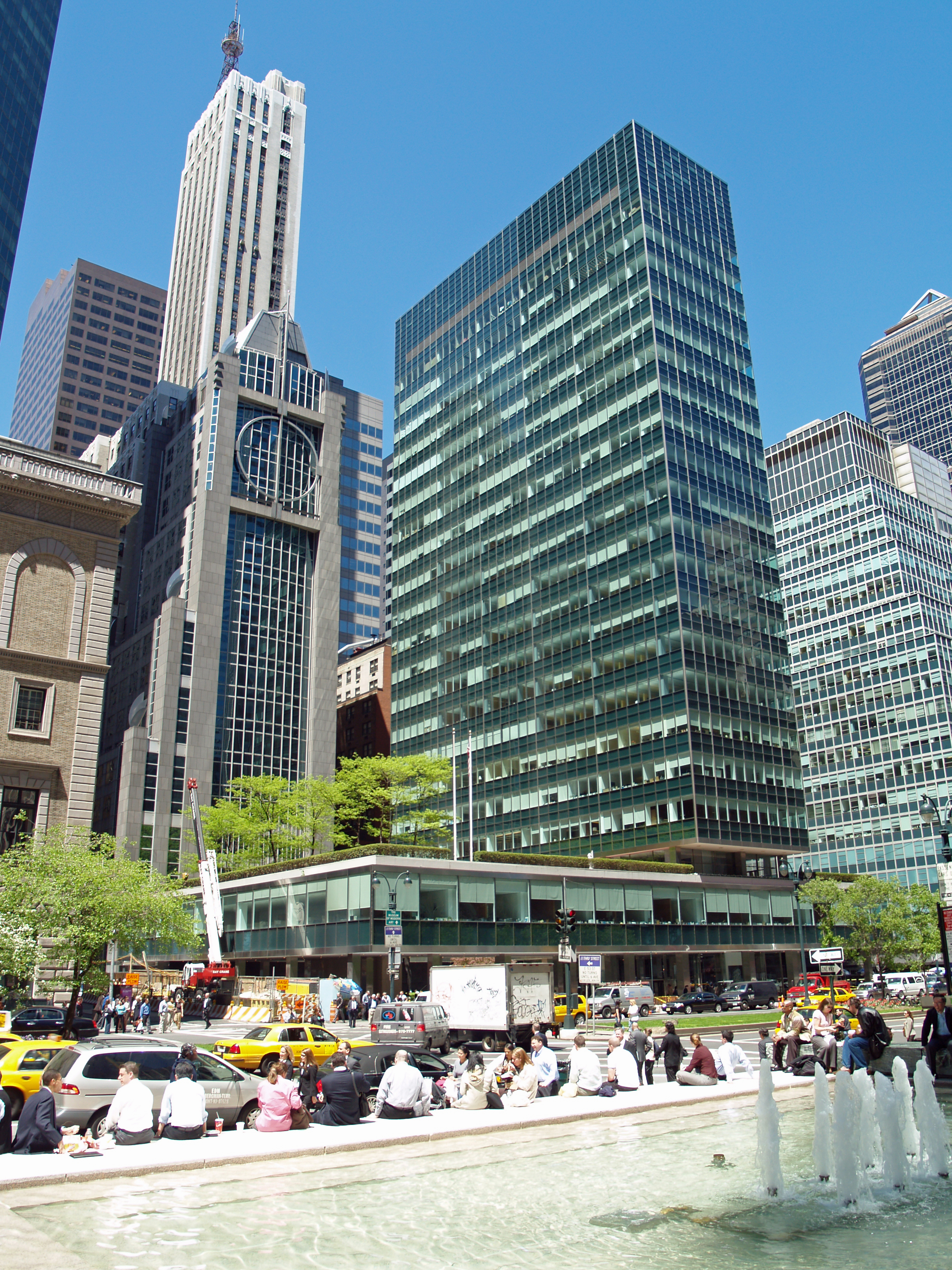
Lever House

- en 1952, le « Lever House » à New York (Prix Pritzker 1988)
- en 1963, la « Beinecke Library » de Yale à New Haven
- en 1965, le siège de la « Banque Lambert », avenue Marnix à Bruxelles (Belgique), pour le compte du baron Léon Lambert (devenue Banque Bruxelles Lambert ou BBL, absorbée plus tard ING), étendu en 1992 sur base de plans établis lors de la première phase de construction.
- en 1971, la « Lyndon Baines Johnson Presidential Library » à Austin, au Texas
- en 1974, le « Hirshhorn Museum », un bâtiment circulaire et musée de Washington
- en 1984, la National Commerce Bank à Djeddah en Arabie saoudite (tour de 27 étages et 126 mètres de haut)

Il contribue aussi à l'élaboration du consulat américain en Allemagne.

Siège de la Banque Lambert (BBL) à Bruxelles
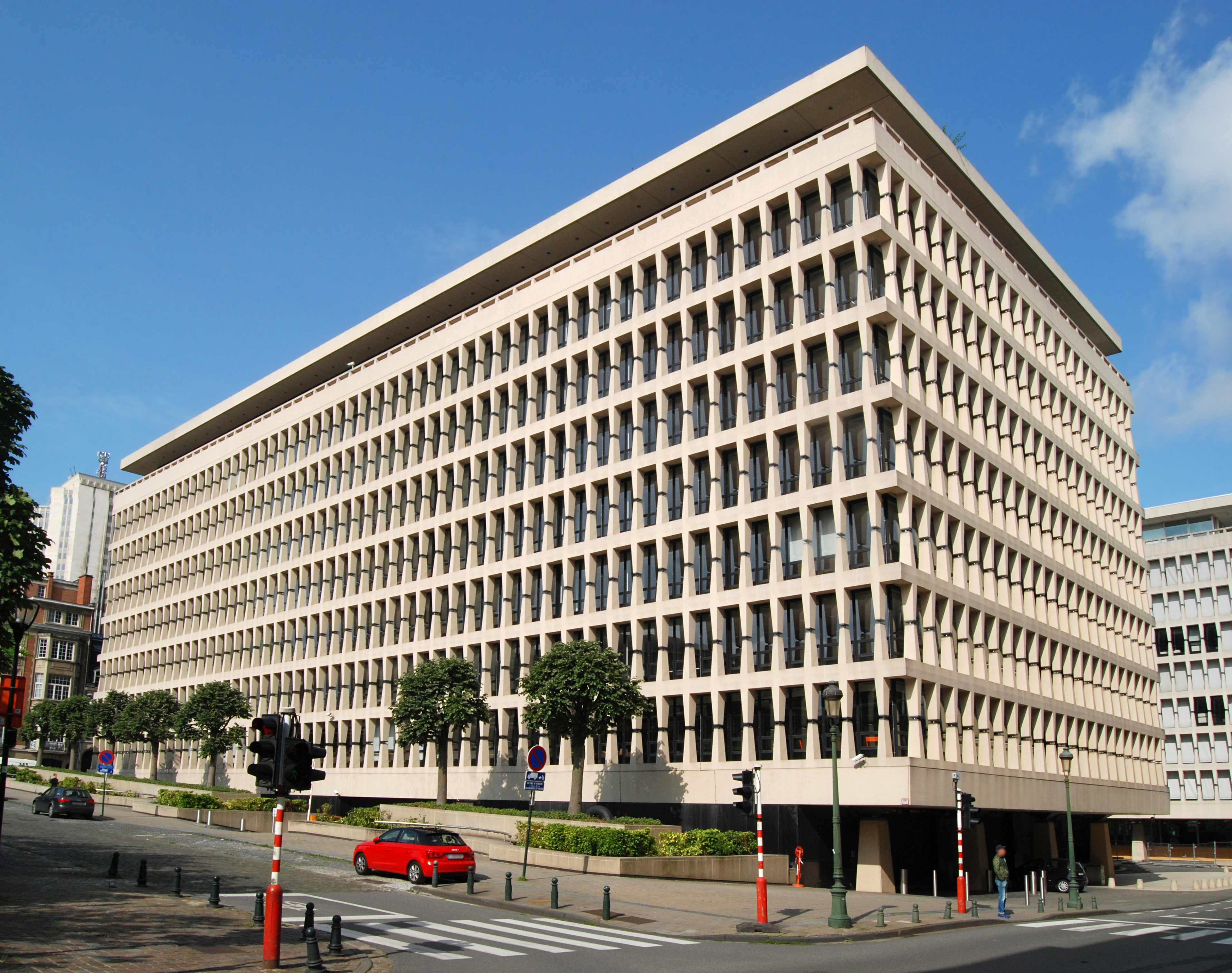
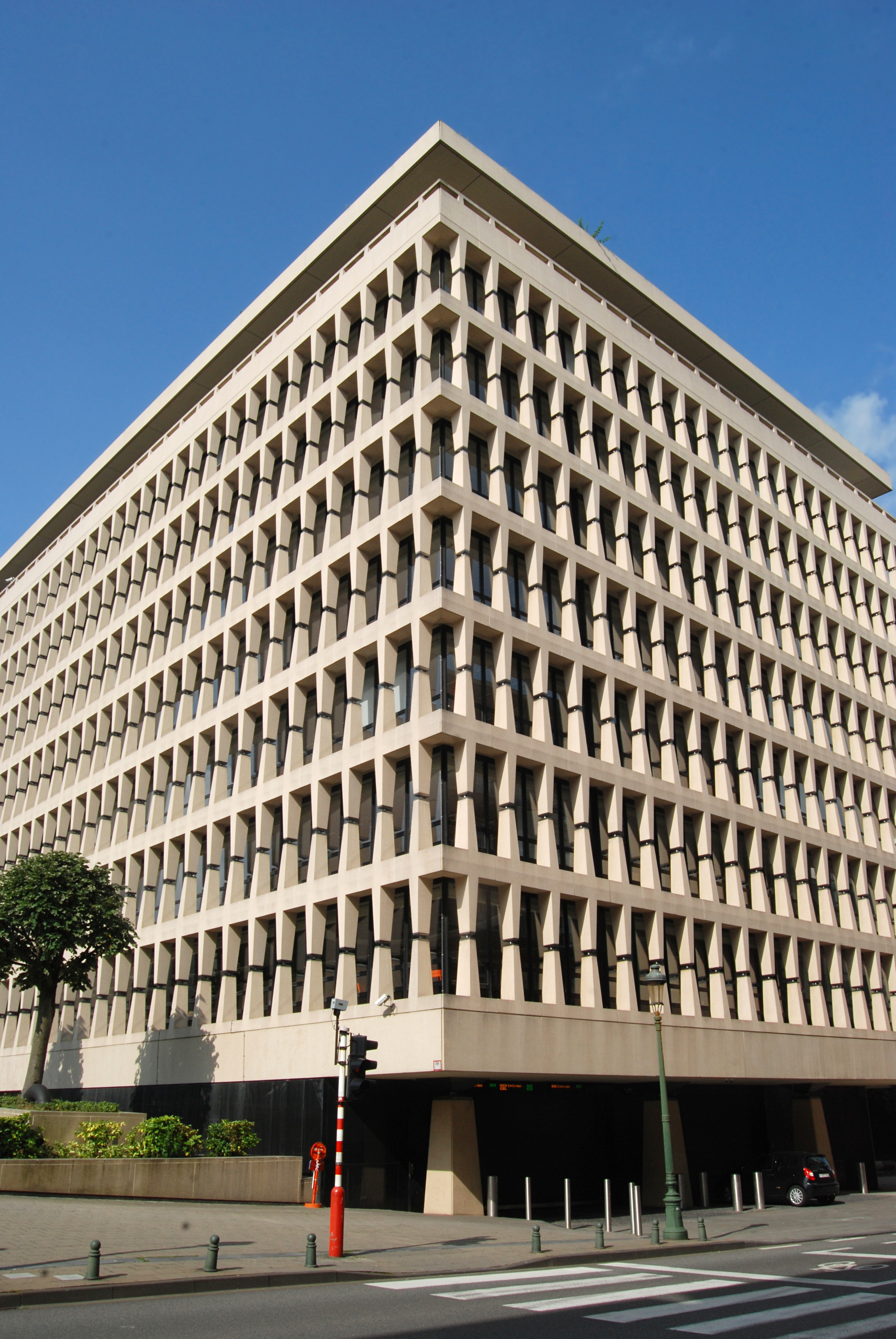